# Ana Maria Estupiñán
Ana María Estupiñán García (Bogotá, 7 de abril de 1992) é uma atriz colombiana.

## Biografía
Filha de Juan Carlos Estupiñán e Liliana García, desde os 12 anos começou a fazer teatro e ingressou em uma academia do canal Caracol. Desde pequena já participava em comerciais junto a seus irmãos Laura e Felipe Estupiñán.

## Carreira
Iniciou sua carreira na televisão realizando algumas aparições nas séries Padres e hijos e Tu voz estéreo
Seu papel como a heroína da independência colombiana Policarpa Salavarrieta (em sua fase jovem) na telenovela La Pola a consagrou como um dos talentos jovens da televisão Colombiana.
A atriz foi contratada para trabalhar em um projeto da Caracol Televisión, interpretando a cantora falecida Helenita Vargas, no qual ela interpretava «Sofía Helena Vargas Marulanda 'Helenita'» em sua fase jovem, a série da Caracol TV é uma obra baseada na vida de Helenita Vargas, no qual a atriz e cantora apareceu em vários capítulos como protagonista principal, interpretando várias etapa da vida da falecida cantora. a atriz também comentou algumas de suas experiências no momento de gravar e de ser elegida para a produção:
«Seus movimentos quando cantava, a tonalidade de sua voz, seu acento e sua essência, foi o mais difícil de trabalhar»— Ana María, sobre sua interpretação.

## Filmografía
| Ano  | Título            | Personagem                                       |
| ---- | ----------------- | ------------------------------------------------ |
| 2015 | Toni, la Chef     | Toni Parra                                       |
| 2014 | La ronca de oro   | Sofía Helena Vargas Marulanda 'Helenita' (jovem) |
| 2013 | Mamá también      | Mariana Cadavid                                  |
| 2012 | Allá te espero    | Juana "Juanita" Salazar Restrepo                 |
| 2011 | Tu voz estéreo    |                                                  |
| 2011 | Mujeres al límite |                                                  |
| 2010 | Amor sincero      | Omaira Giraldo                                   |
| 2010 | La Pola           | Policarpa Salavarrieta "La Pola" (jovem)         |
| 2008 | Oye bonita        | Chiquinquirá Maestre                             |
| 2000 | Padres e hijos    |                                                  |

## Prêmios e indicações

### Premios India Catalina
| Ano  | Categoría                                    | Trabalho        | Resultado |
| ---- | -------------------------------------------- | --------------- | --------- |
| 2015 | Melhor Atriz Protagonista de Novela ou Série | La ronca de oro | Indicado  |
| 2011 | Revelação do Ano                             | La Pola         | Indicado  |

### Premios TVyNovelas
| Ano  | Categoría                          | Trabalho        | Resultado |
| ---- | ---------------------------------- | --------------- | --------- |
| 2015 | Melhor Atriz Protagonista de Série | La ronca de oro | Indicado  |
| 2014 | Melhor Atriz Protagonista de Série | Mamá también    | Indicado  |
| 2014 | Melhor Atriz de Novela             | Allá te espero  | Venceu    |
| 2011 | Revelação do Ano                   | La Pola         | Venceu    |

### Premios Talento Caracol
| Ano  | Categoría              | Trabalho        | Resultado |
| ---- | ---------------------- | --------------- | --------- |
| 2015 | Melhor Atriz Principal | La ronca de oro | Indicado  |

### Nickelodeon Kids Choice Awards
| Ano  | Categoría            | Trabalho        | Resultado |
| ---- | -------------------- | --------------- | --------- |
| 2014 | Atriz de TV Favorita | La ronca de oro | Indicado  |